# CORAVEL
CORAVEL（CORrelatin-RAdial-VELocitiesとは1980年代から1990年代にかけて使用されていた天体観測用の分光器である。同型の2台が製造され、フランスとチリで運用された。

## 歴史
CORAVELは相互相関関数の原理を用いて天体の視線速度を計測していた。この原理を視線速度の測定に応用することは1950年代にイギリスの物理学者ピーター・フェルゲットやアメリカの天文学者ホーレス・バブコックによって提案され、1960年代にはイギリスの天文学者ロジャー・グリフィンが実用可能なこのタイプの分光器を最初に製作し、ケンブリッジ天文台の0.9m望遠鏡に取り付けて試運用していた。
CORAVELの開発はフランスのマルセイユ天文台とスイスのジュネーブ天文台の共同プロジェクトとして1971年に始まった。CORAVELの設計は前述のグリフィンの分光器に触発されたものだった。このプロジェクトには後のノーベル物理学者受賞者であるミシェル・マイヨールがジュネーブ天文台の研究者として参加していた。CORAVELは同型機が2台製造され、一台目は1977年にフランスのオート＝プロヴァンス天文台にあったスイス1メートル望遠鏡に設置された。二台目は1981年にヨーロッパ南天天文台が管轄するチリのラ・シヤ天文台の、デンマーク1.54メートル望遠鏡に設置され、同年1-2月にかけて最初の観測を行った
CORAVELは太陽系外惑星の観測に使用可能なほどの精度は有していなかったが。太陽型星に伴星が存在する割合の系統的な調査、脈動変光星の脈動の測定、1万個以上の恒星の運動の測定、散開星団の運動の測定などに大きな成果を挙げた。
CORAVELの成功は1980年代から90年代に開発されることになる次世代の観測機器のコンセプトに大きな影響を与えた。マイヨールを含むCORAVELの開発チームは同様のコンセプトに基づきながらもより精度を向上させた後継機としてELODIE分光器を開発し、オート・プロバンスの1.93m望遠鏡に設置した。ELODIE分光器は惑星の検出に十分な精度を持っており、主系列星の周りを公転する最初の太陽系外惑星であるペガスス座51番星bなどの発見に利用された。
ラ・シヤのCORAVELは1998年に運用を終了し、最終的にはスイスに送り返された。オート・プロバンスのCORAVELは1996年まで運用された。

## 設計
CORAVELは恒星の電磁スペクトルを観測する分光器で、特に光のドップラー効果の測定を通じた恒星の視線速度の観測に最適化されていた。視線速度は1km/s未満（通常の条件で300m/s,B等級13の暗い星で500m/s）の誤差で観測でき、当時としては画期的な性能であった。また、コンピューターによる自動制御や数値処理を採り入れるなどして観測能率にも配慮して設計されており、一回の測定が5分以内で済むという点でも画期的であった。CORAVELは高速な自動導入機能を備えた口径1.5m以上の望遠鏡と組み合わせて使用することを前提に設計されていた
分光にはエシェル回折格子を使用し、波長カバー範囲は360nm-520nmで、この範囲内には測定の目印となる吸収線がおよそ1500本存在した。波長分解能は=20,000であった
視線速度の測定は分光器の焦点面に設置された物理的なテンプレートを使用していた。このテンプレートは電磁スペクトル中の吸収線が予期される波長位置に精密な穴が開けられた板であったテンプレートの下にはスキャナーがあり、テンプレートを動かして穴の位置とテンプレート上に投影されたスペクトルの暗線が重なると、テンプレートを透過する光量が最小になるのでその位置からドップラー効果による波長のシフト量を測定するという原理だった。光量の測定は光電子倍増管を使用していた。検出された光量はHP社製の21-MXコンピューターで自動処理され、相互相関関数が最大となる位置が計算されてディスプレイに表示される。また、地球の自転・公転による補正値も観測と同時に自動計算して結果に反映するため、人力で計算する手間が省けた。一連の処理結果は磁気テープに出力された。
この方法では波長カバー範囲に存在する多数の吸収線を視線速度の測定に余すことなく活用でききた。なおテンプレートはK型巨星のアークトゥルスの電磁スペクトルを基に製作されていた。鉄原子の線スペクトルを発生させるホロカソードランプを較正用に備えていた。